# Potamotrygon henlei
Potamotrygon henlei  (лат.) — вид скатов рода речных хвостоколов одноимённого семейства из отряда хвостоколообразных скатов. Обитает в тропических водах бассейна рек Токантинс и Арагуая, Южная Америка. Максимальная зарегистрированная длина 104,2 см. Грудные плавники этих скатов образуют округлый диск. Спинные и хвостовой плавники отсутствуют. Хвост оканчивается ядовитым шипом. Размножается яйцеживорождением. Представляет интерес для аквариумистики как декоративная рыба.

## Таксономия
Впервые вид был научно описан в 1855 году. Вероятно, вид назван в честь немецкого натуралиста Фридриха Густава Якоба Генле за его вклад в изучение и систематизацию пластиножаберных. Potamotrygon henlei часто путают с Potamotrygon leopoldi и Potamotrygon motoro.

## Ареал
Potamotrygon henlei обитают в Южной Америке, в тропических водах бассейна рек Токантинс и Арагуаи на территории Бразилии. 

## Описание
Широкие грудные плавники речных Potamotrygon henlei срастаются с головой и образуют овальный диск. Спинные плавники и хвостовой плавник отсутствуют. Позади глаз расположены брызгальца. Брюшные плавники закруглены и почти полностью прикрыты диском. На вентральной стороне диска расположены ноздри и 5 пар жаберных щелей.  Хвост довольно короткий и толстый по сравнению с другими представителями семейства речных хвостоколов. На его дорсальной поверхности имеется ядовитый шип. Каждые 6—12 месяцев он обламывается и на его месте вырастает новый. У основания шипа расположены железы, вырабатывающие яд, который распространяется по продольным канавкам. В обычном состоянии шип покоится в углублении из плоти, наполненном слизью и ядом. 
Окраска тела чёрного цвета с белыми пятнышками. Максимальная зарегистрированная длина 104,2 см, а ширина диска 71 см. 

## Биология
Подобно прочим хвостоколообразным Potamotrygon henlei размножаются яйцеживорождением. В помёте от 1 до 9 новорожденных длиной 25—30 см. Численность помёте напрямую коррелирует с размером самки. Самки достигают половой зрелости при длине 80—85 см.

## Взаимодействие с человеком
Вид является объектом экспорта, ценится в качестве декоративной рыбы в аквариумистике. Страдает от ухудшения условий среды обитания, обусловленного антропогенными факторами. Международный союз охраны природы присвоил этому виду статус сохранности «Вызывающий наименьшие опасения».